# Tresor dels Avis
Tresor dels Avis era una publicació mensual en català d'etnografia, mitologia i folklore de les Balears publicada per Andreu Ferrer Ginard a Artà (Mallorca) del gener de 1922 al desembre de 1928. Redactada en gran part pel seu fundador, hi col·laboraren també Joan Amades i Rossend Serra i Pagès, entre d'altres; a més d'estudis sobre diversos temes, publicà una gran quantitat de material folklòric de primera mà que la converteixen en una de les publicacions més interessants d'aquesta matèria.
Tresor dels Avis va ser la primera i l'única revista d´etnografia i folklore de les Illes Balears i constitueix una de les recopilacions de material folklòric de primera mà més interessants en aquesta matèria.

## Context on surt la revista
El context de l'època en què va sorgir la revista era el d'una Mallorca agrària i preindustrial que estava al marge de les transformacions que s'experimentaven aleshores dins les cultures europees. A més de les manifestacions culturals tradicionals pròpies d'una societat agrària, encara es mantenia ben viva la literatura de transmissió oral. Dins d'aquest context hi havia un grup d'escriptors i intel·lectuals que tenien l'objectiu comú de construir una cultura nacional secular del País. El seu projecte nacionalista s'orientava cap a la creació d'una literatura culta capaç de mostrar la dignitat i les possibilitats del català com llengua de cultura amb una imatge de prestigi afegida; això era aconseguir una projecció més àmplia sobre la societat de l'època. A partir del 1917 s'incorporaren al moviment cultural mallorquinista un considerable nombre de professionals lliberals, sens dubte el sector més actiu de Mallorca i, possiblement, l'únic capaç d'impulsar un canvi social modernitzador. El moviment cultural de l'època era el que ara anomenam l'Escola Mallorquina. Inicialment aquest concepte feia referència a l'aportació dels escriptors illencs, especialment el grup de la revista La Nostra Terra, a la literatura catalana des de la Renaixença fins a la postguerra; però el concepte d'Escola Mallorquina s'ha anat concretant i actualment es defineix com l'aportació poètica de dues generacions d'escriptors mallorquins (la de 1906 i la de 1917) caracteritzada per una banda, per bastir un model ideològic i estètic per a la poesia, una llengua poètica refinada i subtil sota el guiatge dels grans mestres Costa i Alcover, i per altra banda, per ser conservadors, catòlics i d'ideologia regionalista; el tema literari per excel·lència era el ruralisme. La perfecció formal dels versos i l'humanisme clàssic i mediterrani que hi ha al fons de tota la seva poesia l'acosten al Noucentisme i, sobretot, a Josep Carner que defensà en moltes ocasions l'estètica classicitzant dels poetes mallorquins i que actuà d'enllaç permanent dels catalans amb els mallorquins.
Però ambdós moviments culturals són resultat de dos contextos diferents que no tenen res en comú. A l'antologia Els poetes insulars de postguerra (1951) de Manuel Sanchís Guarner assenyala de fet l'aparició d'una oposició, a vegades violenta, als esquemes tradicionals de l'Escola Mallorquina, que hom considera desfasats, folklòrics i localistes.

## Anàlisi de la revista
La revista Tresor dels Avis —de mides 16,5 x 22,2 cm— va ser fundada a Artà el gener de 1922 i se subtitulava en un principi Revista d'etnologia, mitologia i folklore de Balears. Tenia com a objectiu preservar de l'oblit tot el cabal etnogràfic i folklòric de les Illes. L'autor, a l'article titulat "Escomesa", que encapçalava el primer número de la revista, explicitava la seva forma de pensar i la línia que a partir d'aquell moment quedava traçada a la publicació:
| «                                                             | Els qui sentiu amor a tot lo de la nostra terra, més d'una vegada haureu deplorada la desaparició de les antigues costums tradicionals, que encara fórem a temps a veure en la nostra infantesa. Moltes avui queden arreconades per posar-ne en pràctica altres d'exòtiques. Això que deim en referència a les costums passa, i tal volta amb més escala, amb les cançons de la terra que se cantaven sempre en les feines casolanes o en les ocupacions pagesívoles, i se van substituint per altres modernistes, fragments sarsuelescs que tant desnaturalitsats queden en boca des nostro poble. La novel·la per entregues va fent olvidar les nostres rondalles que tant divertien als infants i joves mallorquins aplegats en les vetlades d'hivern dins la llar pagesa. Fins i tot els nins comencen ja a retirar molts de jocs que foren la nostra delícia quant érem menuts, per practicar amb mala trassa els forasters que en molts de col·legis les ensenyen. Tot el caràcter mallorquí perdrem si no prenim una forta creuada a favor de la tradició dels nostros avantpassats, per la conservació i depuració del tresor de sabiesa popular qu'els nostros avis nos llegaren. Així com van baixant a la tomba els nostros vells se'n enduen un bon bagatge d'elements tradicionals que ja sols ells posseïen. ¡Deu sap els que han desaparegut per no haver-hi hagut qui se cuidas d'arreplegar-los quant estaven en us! | » |
| — Andreu Ferrer i Ginard, Tresor dels Avis núm.1 pg 2-3. 1922 | |   |

.
Aquesta mateixa preocupació per la tradició i el passat també la manifestaren a les Illes Francesc Camps i Mercadal i Antoni M. Alcover. De fet, Camps i Mercadal escrigué: "Escriu-los -em vaig dir-; tal vegada no els sentiràs mai més: replega'ls per un si de cas...". Així mateix, Alcover justificà la motivació que el conduí a recollir les rondalles de la següent manera: "Compatit de veure com de dia en dia les arraconaven per altres distraccions no tan inofensives, casolanes, xalestes i garrides, però sí més insustancials, sospitoses i fins i tot dissolvents, em vengué la idea d'entretenirme durant les vacacions de càtedra, i com a descans d'altres feines més sagrades i feixugues, a replegar de boca de la gent analfabeta aquestes contarelles, produïdes del fecundíssim enginy mallorquí o que tal enginy havia encobeïdes assimilantse la sustancia narrativa importada de fora-Mallorca...".
És possible que Andreu Ferrer Ginard també prengués exemple de Marià Aguiló —bibliotecari de la Universitat de Barcelona— que feia llargues eixides pel territori de la llengua catalana per escoltar i recollir de boca del poble el cabal folklòric i arxivar-lo en un llibre per, posteriorment, guardar-lo a la carpeta corresponent en esbós —cançoner, refranyer, vocabulari, bibliografia catalana. El que sí que és cert és que Jaume Oliver Castañer —bibliotecari en el Foment del Treball Nacional de Barcelona— fou qui impulsà la recerca d'elements folklòrics de Menorca a Andreu Ferrer; a l'obra Cançonetes menorquines se'n parla i l'obra hi va dedicada.

## Evolució
Al primer article del volum I —1922— anomenat "Escomesa", Ferrer manifestava la finalitat de la revista que, per una part, havia de constituir l'Arxiu de Folklore Balear, alhora que, per altra banda, havia de ser un òrgan de comunicació entre els Amics de la Tradició Popular (ATP). Per a això, calia obrir una llista de col·laboradors, els ATP, la comesa dels quals havia de ser arreplegar el màxim de cabal folklòric abans que desaparegués; d'aquesta manera Ferrer sol·licitava la cooperació de la gent interessada en el folklore. Per tal de formar part dels ATP hi havia unes bases a seguir: qui enviàs tres-cents elements folklòrics curts —refranys, cançonetes, gloses— o trenta dels llargs —cançons cavalleresques, codolades, rondalletes— tendria un preu especial (6 pessetes) per la revista; qui n'enviàs més de mil, la tendria de franc.
El primer número es va enviar sols a qui es va creure o s'indicava com a probable subscriptor o Amic, s'hi incloïen tres butlletins d'inscripció per fer-los córrer entre la gent que hi pogués estar interessada. La revista sortí amb un preu inicial de 10 pessetes i el pagament podia ser semestral o anual, en cas de no pagar-se en els dos primers mesos, es deixava de rebre. Alternant amb els articles de caràcter folklòric es publicaren diverses noves sobre queixes de subscriptors que no rebien els números de la revista, i també n'hi havia que s'havien de posar al corrent de pagament.
En principi, Tresor dels Avis tenia per objecte el folklore de les Illes, però a causa de les queixes de subscriptors sobre el preu, justificat per la curta tirada de la publicació, es decidí ampliar-ne l'àmbit, incloure tot el folklore en llengua catalana i així donar a conèixer més amplament el folklore de la "nostra nissaga", amb l'esperança, també, que la subscripció a Catalunya aconseguiria abaratir-ne el preu. D'aquesta manera la revista s'obrí a les col·laboracions del Principat i d'altres territoris.
Així mateix, la publicació va passar de ser mensual a ser cada dos mesos tal com el seu director explicava: "Per evitar pèrdues tan considerables en el proper número (any 1923) i també perquè la publicació no sigui tan gravosa per als subscriptors, es publicarà un número cada dos mesos". Així mateix, la subscripció anual passà a ser de 5 pessetes (revista i fulletó) i de 3 pessetes sols la revista. Aquest primer volum va finalitzar amb el desig de Ferrer: "Deu vulla que a fi del próxim any poguem cloure amb mots més coratjosos que en el present".
En el volum II —1923 i 1924— va quedar reflectit com Andreu Ferrer no va rebre la resposta esperada al seu projecte per part dels col·laboradors i així ho feia patent en el seu escrit:
| «                                          | De bon principi confiarem que els ATP respondríen amb constància els qüestionaris i amb el temps tendríem un vertader arxiu de materials folklórics portats, nota a nota pels "Amics" com les abelles duen gota a gota mel a les caieres; més el nostre somni s'ha vist romput per la realitat i aquesta es que'ls col·laboradors, fora contades i molt apreciades excepcions, s'estan bé a casseua i no volen incomodar-se pels demés... intentant arreplegar per noltros mateixos tot el folklore que poguem sense esperar la col·laboració dels altres... D'aquí el propòsit d'emprendre excursions folklóriques a les diferents contrades de la nostra illa. | » |
| — Andreu Ferrer i Ginard, Tresor dels Avis | |   |

.
Així com tampoc la tasca de camp per tal de recollir elements folklòrics no era exempta de complicacions, en un article titulat "Excursió folklórica a Sant Llorens des Cardessar" donà compte de les grosses dificultats amb què topà el folklorista en trepitjar terreny poc conegut. En aquella ocasió va trobar el prejudici d'una parella, mare i fill, que "se'n burlaren", d'ell, i amb qui "tampoc en poguerem treure suc ni sabó". També es va anunciar, a l'inici del tercer any de publicació, la modificació del subtítol de la revista pel fet que la major part dels subscriptors ja eren de Catalunya, i passava a ser Revista d'Etnografia, Mitologia i Folklore de Catalunya i Balears. D'aquesta manera començava a fer-se ressò de Catalunya i s'oferiren les planes als folkloristes catalans. En aquest mateix volum apareix l'interessant article "Classificació decimal aplicada al Folklore. Com ha nascuda la idea" on Ferrer explicava la manera de sistematitzar el material folklòric recollit des d'un enfocament científic.
En el volum III —1925 i 1926— s'hi trobava la notícia que Andreu Ferrer va rebre una distinció que sens dubte l'afalagà i, d'alguna manera, li reconegué la constant tasca folklòrica que portava a terme, Ferrer va escriure: "El Director d'aquesta revista D. Andréu Ferrer és estat designat per formar part del Jurat que ha de judicar els treballs presentats al Concurs de Llegendes populars catalanes que convocà la Institució Patxot de Barcelona". Així mateix és interessant l'article "Recerques folklòriques" referent a la missió de recerca de tonades populars de Mallorca per a l'Obra del Cançoner Popular de Catalunya duta a terme per Baltasar Samper i Miquel Ferrà durant els mesos d'estiu de 1925. Ferrer va tenir l'oportunitat d'acompanyar-los en la missió que visità el centre i el nord de Mallorca i que aconseguí arreplegar cinc-centes tonades. Davant d'aquest fet, Andreu Ferrer esperonava els ATP a dur a terme una recerca ben completa de les tonades populars, ja que, sens dubte, eren un material folklòric de gran riquesa i interès.
Al principi del volum IV —1927 i 1928— Ferrer va agrair haver pogut començar un nou any de publicació, però indicava la necessitat que la revista fos més atractiva i d'innovar-la en aspectes diversos. Aspirava al fet que els ATP col·laborassin tant enviant treballs com responent els qüestionaris que publicava.
En aquest darrer volum es publicà l'article "Excursió folklòrica a Es Capdellà" on es relatava el treball de camp realitzat amb l'objectiu de recollir les llegendes referides al Comte Mal. Allí, entre altres informadors, trobà el sen Blai Alimonji que li contà tota mena de fets i detalls del comte, així com altres elements folklòrics. Un altre article d'especial interès va ser la "Recerca folklòrica" que realitzà juntament amb Samper a Menorca i a la comarca de Llevant de Mallorca.
Hi recolliren unes sis-centes cançons variades i quedaren pendents de retornar a les viles grans, Maó, Ciutadella i Alaior, ja que hi quedava molt material per arreplegar. Aquest mateix any, 1927, Ferrer va rebre el segon premi de 1.000 pessetes, amb el treball "Llegendes de Balears" en el Segon Concurs de Llegendari Popular; aquest recull va restar molts anys desaparegut juntament amb el de Joan Amades, però en realitat varen ser conservats per Rafel Patxot a la seva biblioteca particular de Suïssa i han estat lliurats recentment a la biblioteca de l'Abadia de Montserrat pels seus hereus. En el darrer article titulat "A reveure", el director s'acomiadà dels lectors i explicà que se suspenia la publicació de la revista: "Tota despedida té una mica de melangia... amb l'esperança d'aviat ressortir a la llum amb un ropatge més gloriós i amb un bagatge més ric"; i el motiu era que Ferrer es traslladava a Palma però sempre amb l'esperança de poder continuar la seva tasca més endavant.
El propòsit permanent d'Andreu Ferrer i Ginard va ser acoblar tots els amants del folklore illenc en una agrupació que pogués dur a la total recerca del folklore dispers, arxivar-lo i tenir-lo a disposició el poble i publicar-lo. Així, es va suspendre la revista Tresor dels Avis amb l'esperança, però, de poder ressorgir en nova època: "No us deim adeu, sinó a reveure".

## Col·laboradors i connexió amb els moviments folklòrics catalans
A les primeres dècades del s. XX el folklore va ser utilitzat com a instrument per a la construcció de la identitat nacional, hi havia un intens intercanvi entre erudits de cada banda de la mar i en molts casos els projectes es feren extensius a tota l'àrea catalana. A l'article "Folklorisme a Barcelona" publicat a Tresor dels Avis, el mateix Ferrer explicava una eixida realitzada a la ciutat comtal que li va servir per contactar amb folkloristes i institucions diverses. D'entre els folkloristes, anomenava Rossend Serra i Pagès, Valeri Serra i Boldú, Joan Amades, Aureli Capmany, Sebastià Farnés, Sara Llorens de Serra i Maria Baldó de Torres. Pel que fa a les entitats, escrivia sobre el Centre Excursionista de Catalunya, L'Ateneu Enciclopèdic Popular, el Club Muntanyenc, la Institució Patxot i l'Arxiu d'Etnografia i Folklore de Catalunya. Ferrer també hi explicava el treball de recerca que es duia a terme per al Cançoner Popular de Catalunya i l'Esbart Folklore de Catalunya. És possible que aquesta sortida guardàs relació amb el fet que figures de primera línia del folklore català varen fer col·laboracions amb Andreu Ferrer enviant interessants articles per a Tresor dels Avis.
En els dos primers volums, els col·laboradors varen ser: dels Amics de la Tradició Popular, en destacà Francisca Catany (mestra nacional de Son Carrió) qui va col·laborar d'una manera activa en aquests primers anys de la publicació. També eren Amics, Andreu Caselles (vicari de Llubí), Irene Roca de Llufriu, Juan Servera (corresponsal de la revista Llevant a Son Servera) i Josep Rosselló Ordines (mestre de Sant Joan). Per altra banda, també varen fer algunes col·laboracions Antoni Pons, Prev., Juan Benejam, Juan Servera, Andreu Casellas, Prev., Jordi des Recó, Marfil i Francesc Baldelló, Prev. En el tercer volum, els col·laboradors foren: Joan Amades, Rossend Serra i Pagès, A. C. Pvre. i es mantingué com a col·laborador dels dos primers volums, Francesc Baldelló, Prev. I en el quart i darrer volum de la revista, continuaren les col·laboracions de Rossend Serra i Pagès i de Joan Amades. A més, també hi havia articles de Juan de Binialgorfa (pseudònim de Llorenç Garcias i Font) i Antoni Pons.
Andreu Ferrer habitualment posava els informadors dels materials folklòrics que recollia, d'entre els quals es trobaren el seu pare (Cristòfol Ferrer d'Artà) i el seu padrí (A.C.S.), ambdós apareixen com a informadors en un article de la sèrie "Elements folklòrics referents als moros". També és remarcable el fet que gran part dels articles publicats en la revista fossin propis de Ferrer, que, o bé no signava, o bé els signava de manera diversa: A. F., AFEG, AFEGI, Andréu Ferrer; també feia servir el pseudònim Ramon des Pujols.

## Descripció tipològica dels articles
Pel que fa al contingut de la revista, per un costat hi havia estudis crítics sobre temes diversos, com la poesia popular, la mitologia, els costums, la meteorologia i les devocions populars; així com material folklòric de primera mà, com llegendes, rondalles, balades, gloses, refranys, jocs infantils, endevinalles i remeis casolans per curar. A continuació, sense intenció d'exhaustivitat, hi ha una relació abreujada d'articles que ofereix una panoràmica del contingut de Tresor dels Avis:
Poesia popular: «Sobre les èpoques de la poesia popular mallorquina» de Mateu Obrador i Bennàssar, «La Poesia popular mallorquina» i «La poesia popular catalana» conferències de Josep M. Tous i Maroto. També hi ha una sèrie d'articles referents a les gloses d'Antoni Vicens Santandreu, l'amo de la possessió de Son Garbeta, escrites per Joan Antoni Parera Caldentey.
Mitologia: «Tradicions mitològiques. Generalitats de folklore menorquí» de Francesc d'Albranca, «Els esperits familiars» i «Simiots» de Rossend Serra i Pagès.
Costums: «Costums de Corema» es tracta d'una sèrie d'articles sobre els costums de Quaresma d'autors diversos; «Consuetuds dels segadors lluchmajorers» és un extens article de Mossèn Alcover sobre els segadors de Llucmajor; «Costums populars» de Ciutadella referents a la manera de vestir, festes, matances, fantasmes, bruixes, el mal bocí... de Joan Benejam i Vives, i «Costums de Menorca» un aplec de costums de Ramon dels Pujols.
Meteorologia: Hi ha diversos articles de Joan Amades sobre els elements folklòrics referents a la pluja, els noms dels núvols, els canvis atmosfèrics i la paremiologia atmosfèrica.
Devocions populars: «Festa de Sant Joan» de Francisca Catany, «La festa de les Verges», «La devoció a Mallorca a Sant Antoni Abat» tracta sobre la celebració a diversos indrets i també fa referència a l'Argument que es canta a Artà, ambdós articles són de Ferrer.
Folklore musical: «Folklore musical mallorquí» i «Tonades populars mallorquines» conferències d'Antoni Pol, «Cançons mallorquines» conferència de Bartomeu Forteza, «La Sibil·la» d'Andreu Ferrer i «Cançó popular catalana. Cançons nadalenques» conferència de Francesc Baldelló.
Llegendes i tradicions: Hi ha una sèrie d'articles titulats «Elements folklòrics referents als moros» que tracten, entre altres aspectes, de les influències que varen tenir en relació amb les tradicions i llegendes que es conservaven; algunes varen ser recollides per l'arxiduc Lluís Salvador d'Àustria.
Supersticions: «Supersticions de Menorca» és un recull classificat en categories diverses: animals, plantes i fruits, minerals, astres i meteors i dies assenyalats, «Cansons supersticioses», ambdós articles són d'Andreu Ferrer.
Rondalles: «Un lletsó del Campanar d'Andratx», «Un plet contra el sol», «Es metge Guinyot», «S'aufabia de sa ventura», «Els tres atlots sabuts de son Talent», «Es tresor des Barracà» i «L'Àngel de la mort».
Balls: «Els balls populars de les Balears» article de Ferrer on els classificava segons si eren populars o de pagès, de figures i populars religiosos.
Balades i codolades (la majoria amb notació musical): «La presó de Nàpols», «A la font d'Aguiló», «Es pastor de Curniola», «Na Catalineta», «El mariné», «Na Margalideta» «Na Cicilia», «L'esclava del Moreti», «A Gayeta» i «Es testament des porc».
Cançons de feinejar: Hi ha una extensa sèrie d'articles d'Andreu Ferrer que recollien les tonades de feina en temps de llaurar, tondre, collir olives i segar.
Refranys i enigmes: «A propòsit d'una classificació enigmística» i «Fórmules populars mnemotècniques» ambdós són articles de Rossend Serra i Pagès; «Col·lecció poliglota de refranys» d'Ildefons Rullán, Pvre.
Jocs i cançonetes infantils: «Jocs d'infants a Mallorca» de Mn. Antoni Pastor i «Joguines infantils» d'Andreu Ferrer.
Endevinalles: «Les endevinalles de diverses solucions» és un recull de variants d'endevinalles en diverses llengües de Rossend Serra i Pagès.
Remeis casolans per curar mals: «¿Qué són les durmilegues?» de Joan de Binialgorfa, tracta de l'ús de la mantis religiosa com a remei del mal de queixal i de les sedes.
Folklore litúrgic: Es tracta d'una sèrie d'articles referents al Temps Pascual, l'Ascensió, Pentecostès i Corpus, La Candelera, La Quaresma i Sant Josep.
També sortiren publicades les novetats bibliogràfiques relatives al folklore, algunes exposicions etnogràfiques amb representació de Mallorca, Menorca i València, també de Catalunya. Es publicaren conferències sobre folklore, així com alguna miscel·lània. Així mateix és remarcable el fet que la revista es va fer ressò dels Concursos del Cançoner Popular de Catalunya dels anys 1923 i 1924, així com dels Concursos del Llegendari Popular Català dels anys 1925, 1927, 1928, 1929. A més, es publicaren algunes notes necrològiques: de Joan Benejam Vives, de Jaume Oliver Castañer i de Rossend Serra i Pagès.

## Conclusions
Tresor dels Avis esdevé un just reflex de la tasca folklòrica duta a terme pel seu director, al llarg de l'evolució de la revista queda palesa la tenacitat, la voluntat i l'entusiasme d'Andreu Ferrer per tal de continuar-la i millorar-la en els aspectes que considerava necessaris. Va ser incansable en la motivació permanent de les persones sensibles als temes folklòrics, malgrat els moments de decepció i solitud. Així i tot, va tenir la col·laboració de folkloristes de primera fila i aconseguí publicar, sens dubte, una de les revistes més interessants del folklore català des d'una òptica científica. Aquesta publicació va aconseguir oferir a la societat lletrada de l'època, així com ho fa actualment a les persones que s'hi interessen, els elements de la ciència folklòrica: els costums, la manera de ser i d'actuar, les cançons, les rondalles, els refranys, les oracions, els jocs, els balls, els vestits de la nostra cultura, atès que ja en aquella època semblava que en perillava la transmissió generacional i que calia preservar-los de l'oblit de manera immediata.